# Abisara tonkiniana
Abisara tonkiniana är en fjärilsart som beskrevs av Hans Fruhstorfer 1904. Abisara tonkiniana ingår i släktet Abisara och familjen Riodinidae. Inga underarter finns listade i Catalogue of Life.